# Сулошова
Сулошова (пол. Sułoszowa) — село в Польщі, у гміні Сулошова Краківського повіту Малопольського воєводства.
Населення — 3610 осіб (2011).
У 1975-1998 роках село належало до Краківського воєводства.

## Демографія
Демографічна структура станом на 31 березня 2011 року:
|          | Загалом | Допрацездатний вік | Працездатний вік | Постпрацездатний вік |
| -------- | ------- | ------------------ | ---------------- | -------------------- |
| Чоловіки | 1807    | 405                | 1161             | 241                  |
| Жінки    | 1803    | 388                | 979              | 436                  |
| Разом    | 3610    | 793                | 2140             | 677                  |